# Monster Philosophy
Monster Philosophy er det 10. studiealbum fra D-A-D, som blev udgivet den 10. november 2008. Albummet blev officielt annonceret den 18. juli 2008. Det er blevet produceret af Jon Schumann, som har været producer for blandt andet Carpark North og Kent. Grundoptagelserne til albummet blev lavet på to uger i et studie New Jersey. Monster Philosophy debuterede som nummer ét på hitlisten, med 7400 solgte eksemplarer i den første uge. Albummet modtog i marts 2009 platin for 30.000 solgte eksemplarer.
"Revolution" var den første tilgængelige sang, som blev lagt ud i en næsten færdig udgave på D-A-D's MySpace side i forbindelse med annonceringen af albummet. Den første single fra albummet er titelnummeret "Monster Philosophy", som blev udgivet den 5. oktober 2008  på deres MySpace-side og til download næste dag. 

## Tour
I forbindelse med udgivelsen af albummet turnerede bandet på Monster Philosophy Live '09 tour . Den startede 31. januar 2009 i Horsens, sluttede 7. marts i København og inkluderede koncerter i Finland.

## 25 års jubilæums guitar
Der blev i anledning af D-A-D's 25 års jubilæum lavet en D-A-D guitar i begrænset oplag på 250 styk til en pris af 2.500 kr, som blev solgt i forbindelse med et 'Meet and greet' arrangement d. 10 oktober 2008 . Her var der også mulighed for at møde bandet, få signeret guitaren og høre det nye album.

## Spor
| Nr.           | Titel                                  | Længde                 |
| ------------- | -------------------------------------- | ---------------------- |
| 1.            | "Revolution"                           | 3:23                   |
| 2.            | "Nightmares In The Daytime"            | 3:56                   |
| 3.            | "Too Deep For Me"                      | 4:10                   |
| 4.            | "Beautiful Together"                   | 3:18                   |
| 5.            | "Monster Philosophy"                   | 3:37                   |
| 6.            | "Milk And Honey"                       | 4:13                   |
| 7.            | "You Won't Change"                     | 3:29                   |
| 8.            | "If You Had A Head"                    | 2:46                   |
| 9.            | "I Am The River"                       | 4:09                   |
| 10.           | "Chainsaw"                             | 3:20                   |
| 11.           | "Money Always Takes The Place Of Life" | 4:02                   |
| 12.           | "Nightstalker"                         | 6:05                   |
| 13.           | "If I Succeed"                         | 4:19                   |
| 14.           | "House Of Fun Tysk bonusspor "         |                        |
| Total længde: | Total længde:                          | 50:53 (uden bonusspor) |

## Hitlister
| Hitlist(2008)               | Højeste placering |
| --------------------------- | ----------------- |
| Danmark (Album Top-40)      | 1                 |
| Sverige (Sverigetopplistan) | 46                |